# Paraconiothyrium estuarinum
Paraconiothyrium estuarinum är en svampart som beskrevs av Verkley & M. da Silva 2004. Paraconiothyrium estuarinum ingår i släktet Paraconiothyrium och familjen Montagnulaceae.   Inga underarter finns listade i Catalogue of Life.